# Jabal Sinjar
El Jabal Sinjar és una regió muntanyosa del nord-oest de l'Iraq que s'estén a l'oest cap a Síria. Són muntanyes abruptes situades a l'oest de Mossul amb una altura de fins a 1.463 metres. Ocupa la regió entre les fonts del Tigris i del Khabur. Hi ha alguns uadis que desaigüen al Nahr al-Tharthar i a la seva rodalia es pot cultivar; només algunes valls són cultivades i arbrades. A la regió hi viuen comunitats de la minoria assírio-caldea, kurds, shabaks i altres menors. Al sud de la regió, en territori iraquià, hi ha la ciutat principal, Sinjar.